# Pico Verde (Norte Grande)

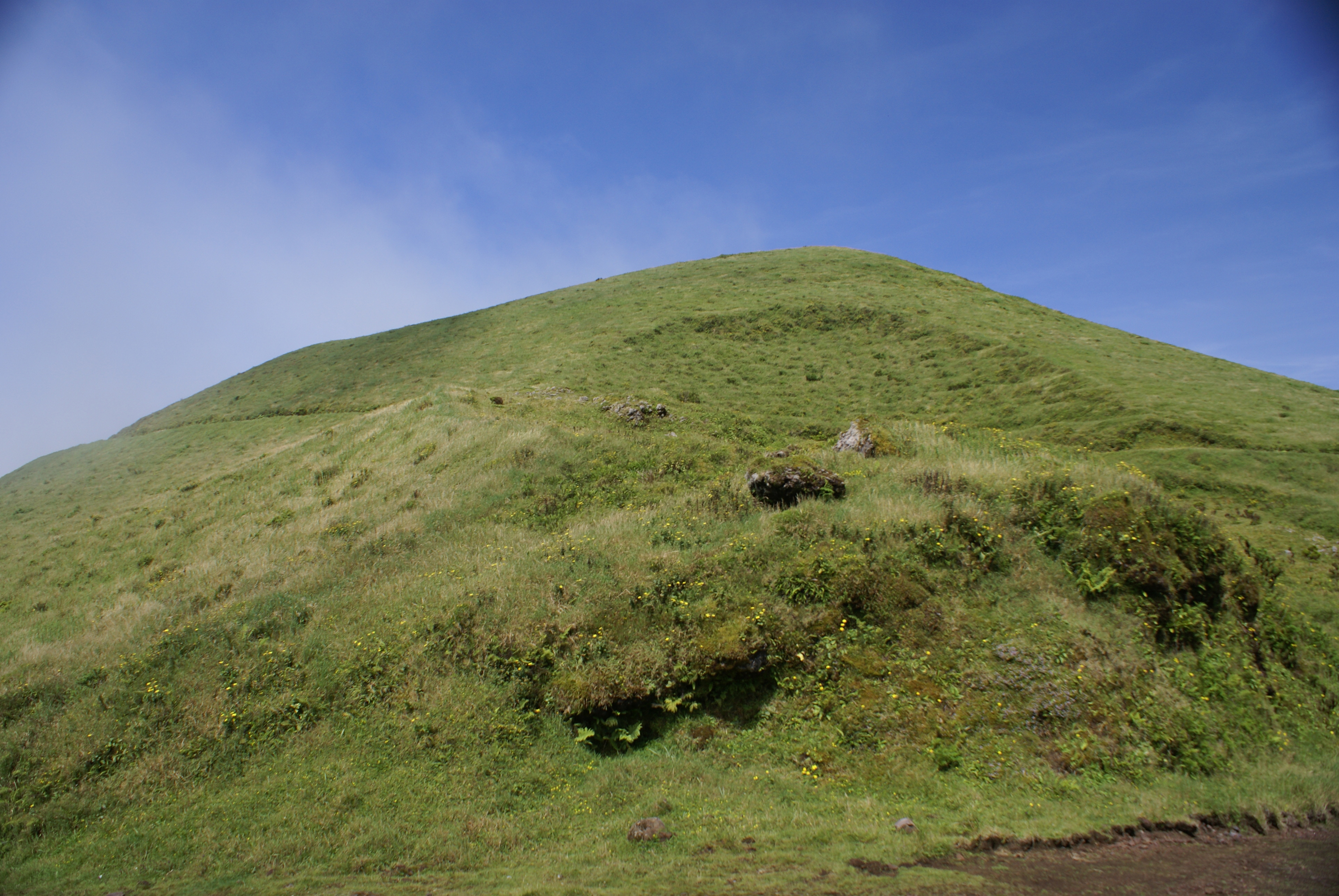
Pico Verde, cume.

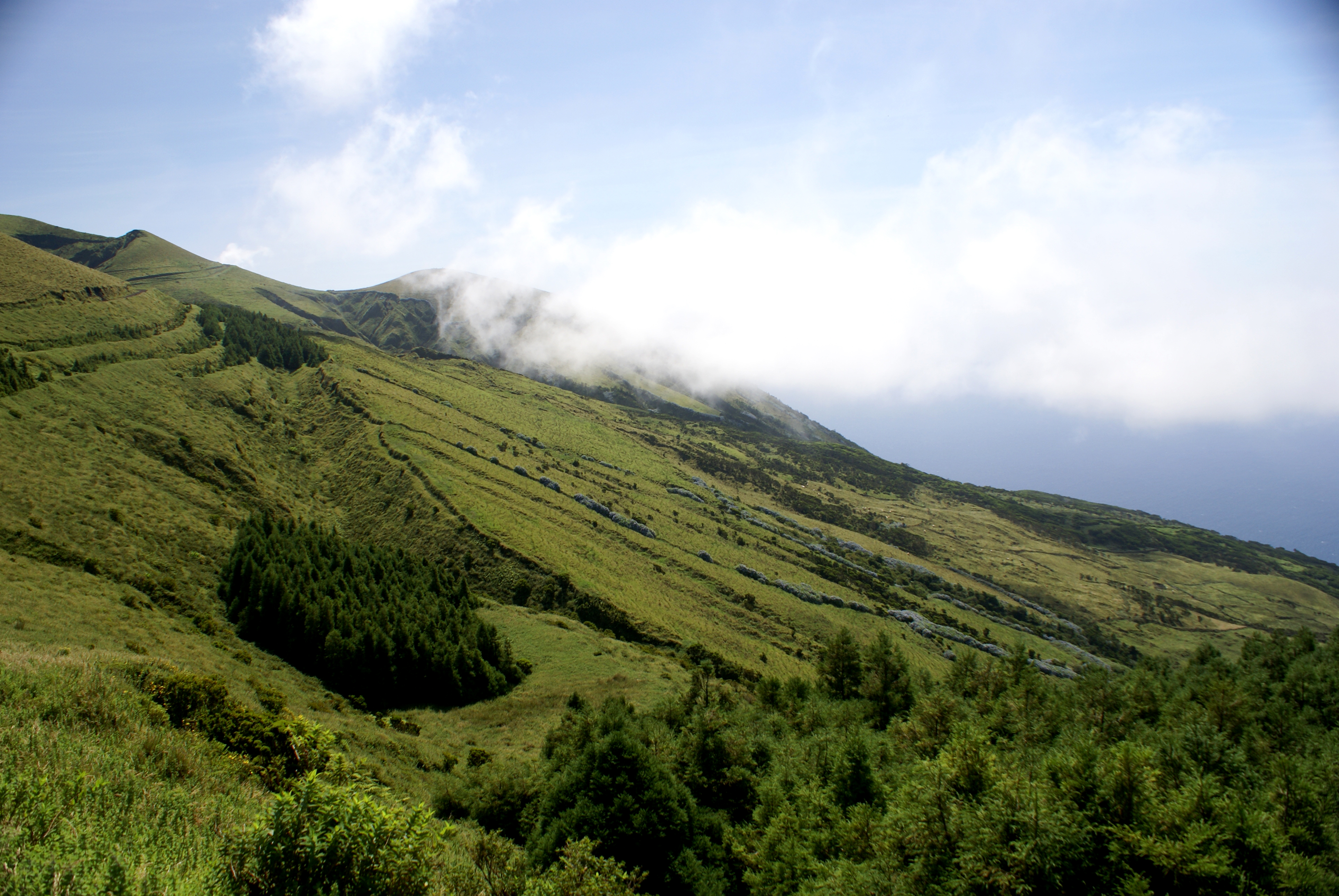
Pico Verde, o silêncio da paisagem sempre verde até perder de vista, cimo da montanha.

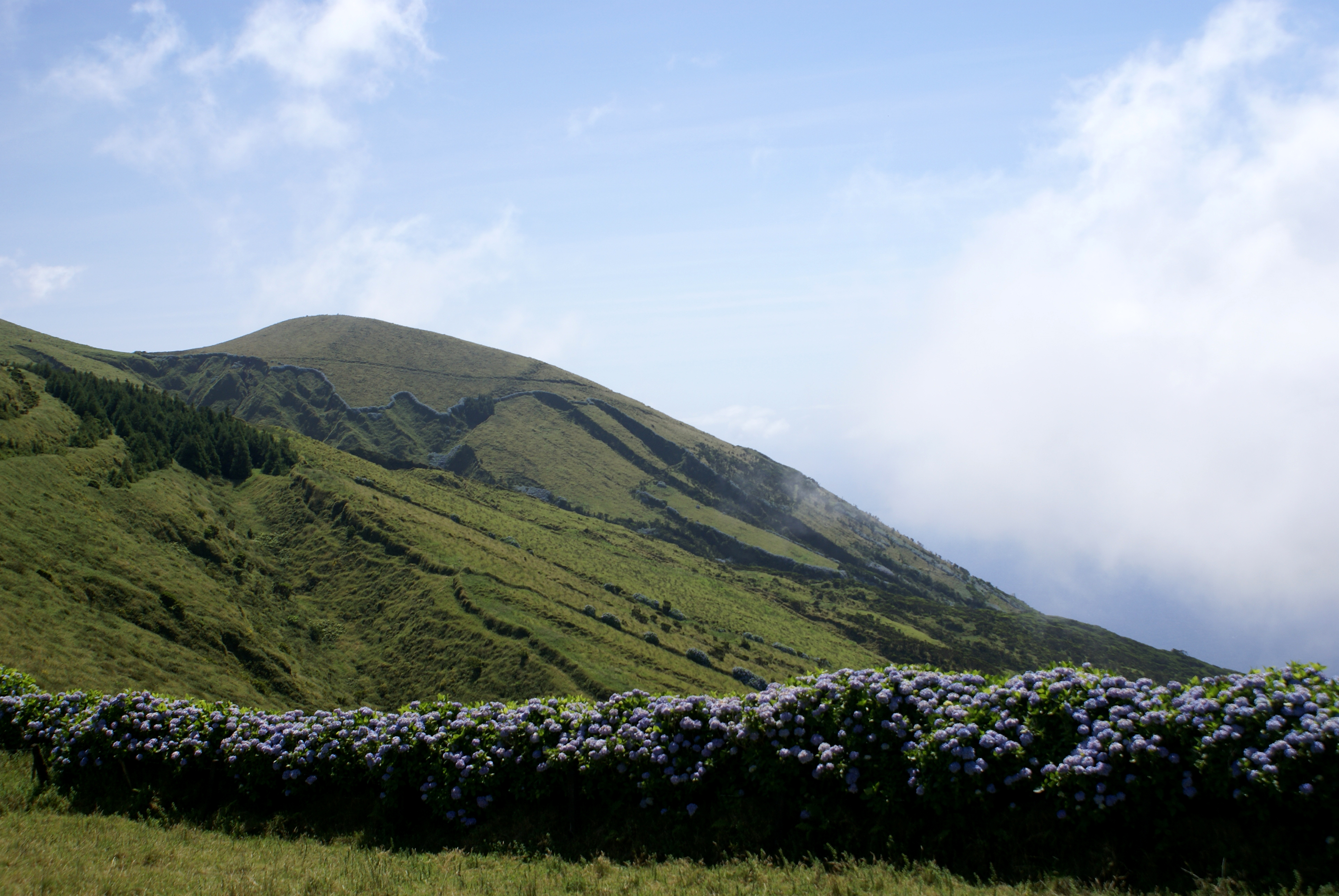
Pico Verde, paisagem vista do cimo da montanha.

O Pico Verde é uma elevação portuguesa localizada na freguesia açoriana do Norte Grande, concelho das Velas, ilha de São Jorge, arquipélago dos Açores.
Este acidente geológico encontra-se geograficamente localizado próximo do Norte Grande e encontra-se intimamente relacionado com maciço montanhoso central da ilha de são Jorge do qual faz parte.
Esta formação geológica localizada a 954 metros de altitude acima do nível do mar apresenta escorrimento pluvial para a costa marítima e deve na sua formação geológica a um escorrimento lávico e piroclástico muito antigo.
Nas imediações desta formação montanhosa localiza-se o Pico da Junça, o Pico do Carvão, o Pico do Pedro e o Morro Pelado. Nas suas encostas nasce a Ribeira das Queijadas que se precipitar no mar entre a Fajã de Além e a Fajã da Ponta Nova depois de atravessar a localidade do Norte Grande.